# Châteauneuf-du-Rhône
Châteauneuf-du-Rhône är en kommun i departementet Drôme i regionen Auvergne-Rhône-Alpes i sydöstra Frankrike. Kommunen ligger i kantonen Montélimar 2e Canton som tillhör arrondissementet Nyons. År 2022 hade Châteauneuf-du-Rhône 2 807 invånare.

## Befolkningsutveckling
Antalet invånare i kommunen Châteauneuf-du-Rhône
Referens:INSEE